# Casa de Contratación

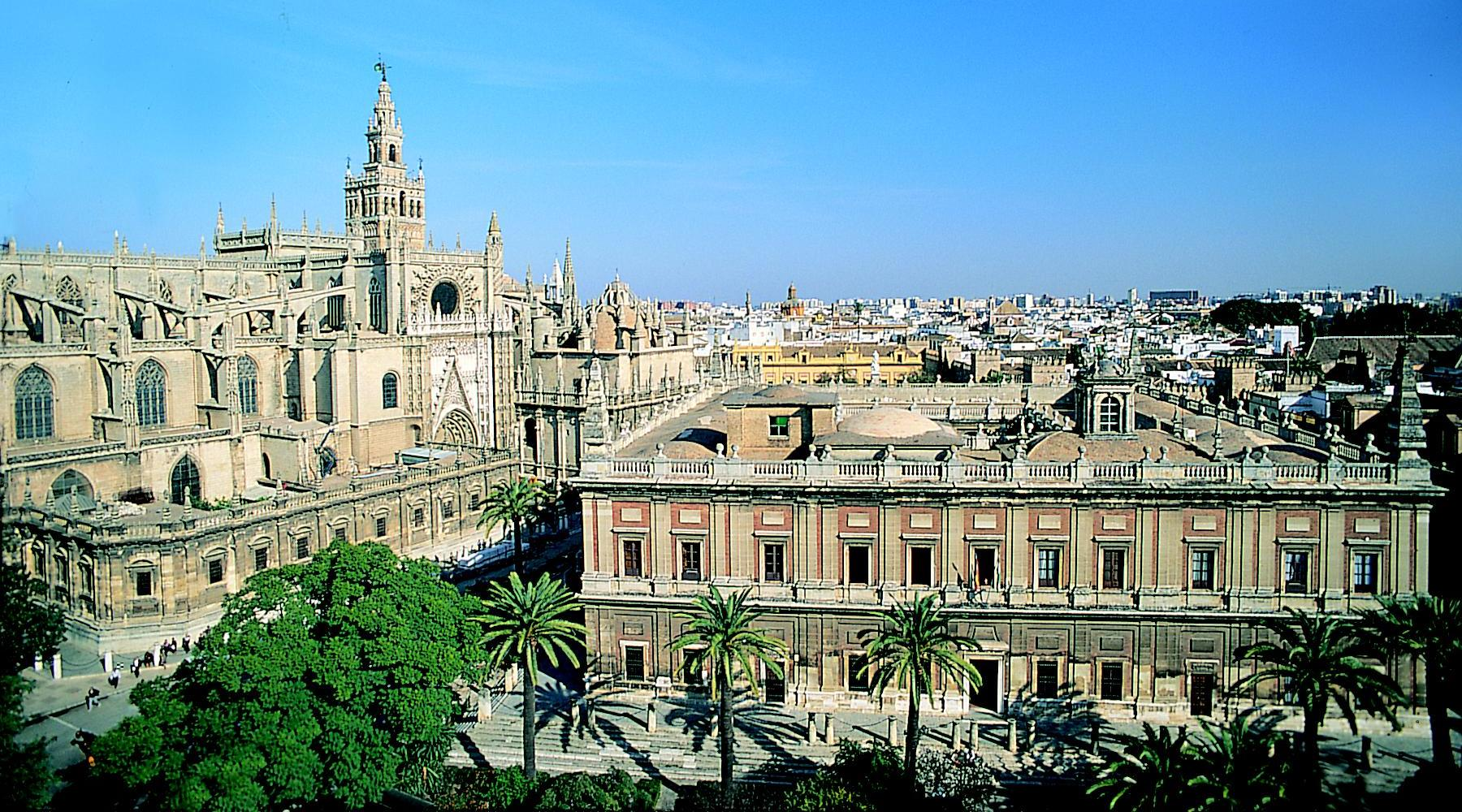
Archives générales des Indes.

La Casa de Contratación appelée aussi « maison indienne » ou Casa del Oceano était une administration coloniale espagnole, crée à Séville le 20 janvier 1503 durant la colonisation espagnole en Amérique. Elle contrôlait tout le commerce des Indes espagnoles. Cet établissement fut transféré en 1717 à Cadix, quand le port fluvial de Séville était pratiquement envasé par les sédiments, puis l'institution fut supprimée en 1790, lorsque l'économie coloniale espagnole se libéralisa.

## Rôles
Avant chaque voyage pour le Nouveau Continent, il était obligatoire de passer par cet établissement, où l'on devait payer un impôt de 20 %, le quinto real, à la Couronne espagnole sur toutes les marchandises d'Amérique espagnole qui arrivaient en Espagne.
Cet établissement fonctionnait aussi comme un organisme scientifique et d'enseignement (où l'on formait les pilotes pour les voyages en Amérique sous l'autorité du pilote majeur). Chaque découverte de terre devait être signalée et explorée pour préciser les cartes. On y renseignait par ailleurs sur les peuples amérindiens et leurs langues.
La Casa de Contratación avait aussi pour rôle de contrôler les équipages et les passagers des bateaux, notamment pour empêcher les juifs et les musulmans de fuir la péninsule vers l'Amérique et garantir un peuplement catholique des colonies. L'institution délivrait donc des licences d'embarquement (licencias de embarque), ce qui n'empêchait toutefois pas totalement la contrebande, la corruption et les départs clandestins.

## Archives
La Casa de Contratación possède une immense quantité de documents qui constituent une part importante des Archives générales des Indes, situées dans le bâtiment de la Lonja, construit en 1580 selon les plans de Juan de Herrera.

## Dans la culture populaire
La Casa de Contratación peut être construite comme merveille mondiale dans le jeu vidéo Civilization VI.